# Трпимир II
Трпимир II (хорв. Trpimir II) (помер у 935 році) — король Хорватії з династії Трпимировичів, який правив у 928—935 роках.
Про сім'ю Трпимира відомо мало. Ймовірно, він був сином князя Мунцімира і молодшим братом першого короля Хорватії — Томіслава I.
Після смерті болгарського короля Симеона I й ліквідації загрози подальшої територіальної експансії Болгарії Візантія більш не потребувала у військовому союзі з Хорватією. У правління Трпимира Константинополь розірвав договір про передачу Адріатичних візантійських міст під управління Хорватії і повернув їх під свій контроль, хоча влада Візантії над ними була суто номінальною.
У царювання Трпимира тривав церковний конфлікт між прихильниками латинізації літургії і прихильниками слов'янського богослужіння, розпочатий в правління Томіслава на Сплітський соборах. Папа Лев VI встав на сторону сплітської, пролатинської партії і затвердив рішення про ліквідацію Нінскої єпархії та перевід єпископа Гргура, головного прихильника слов'янської літургії, в маленьке місто Скрадин, що було сприйнято його прихильниками, як приниження.
Згідно з трактатом «Про управління імперією» імператора Костянтина VII Багрянородного, при Трпимирі Хорватія володіла могутнім флотом, не тільки військовим, але і торговим, що дозволяло їй вести торгівлю по всій Адріатиці.
Наступником Трпимира на престолі став його син Крешимир.